# Schopenhauerhaus

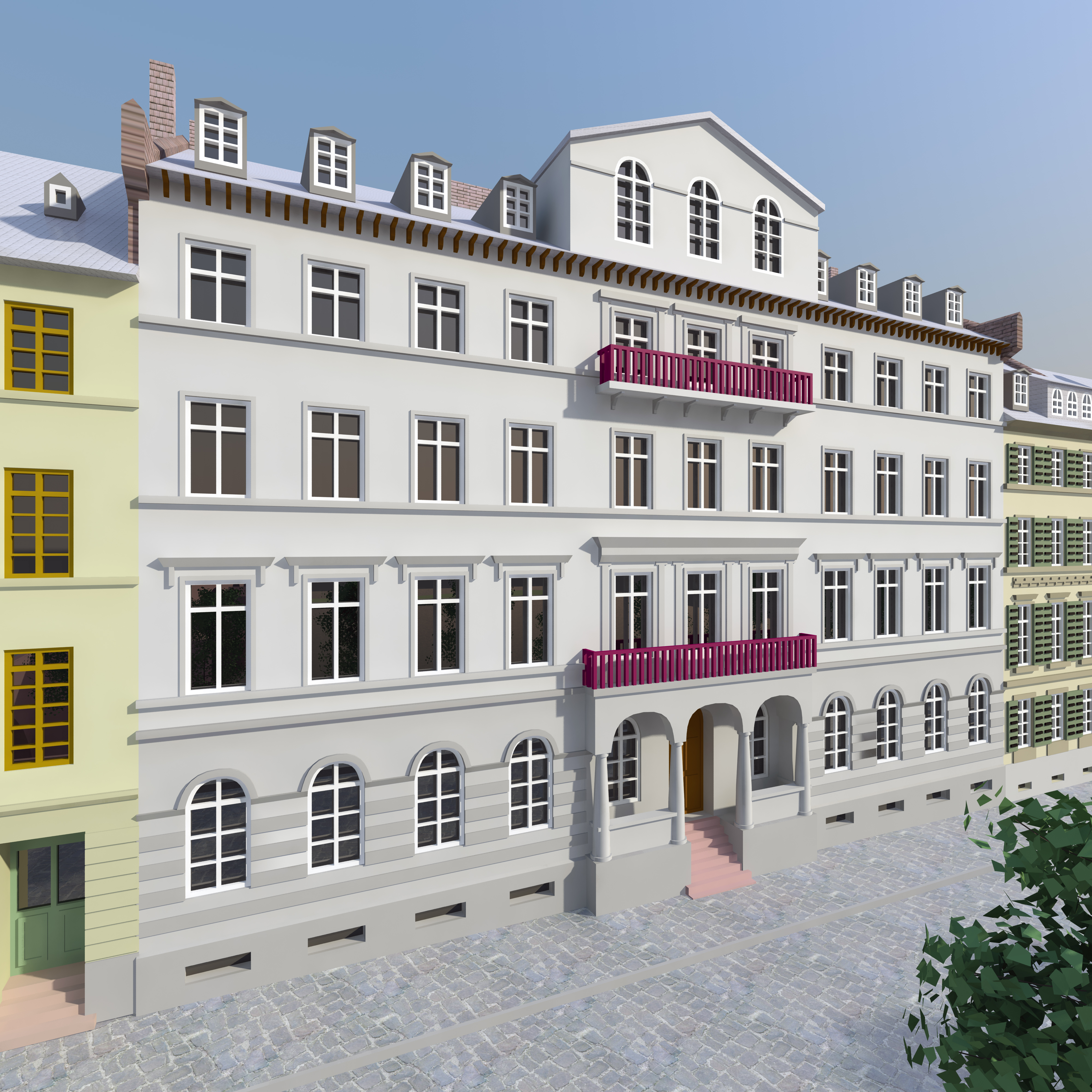
Reconstructie van de voorgevel van het Schopenhauerhaus aan Schöne Aussicht

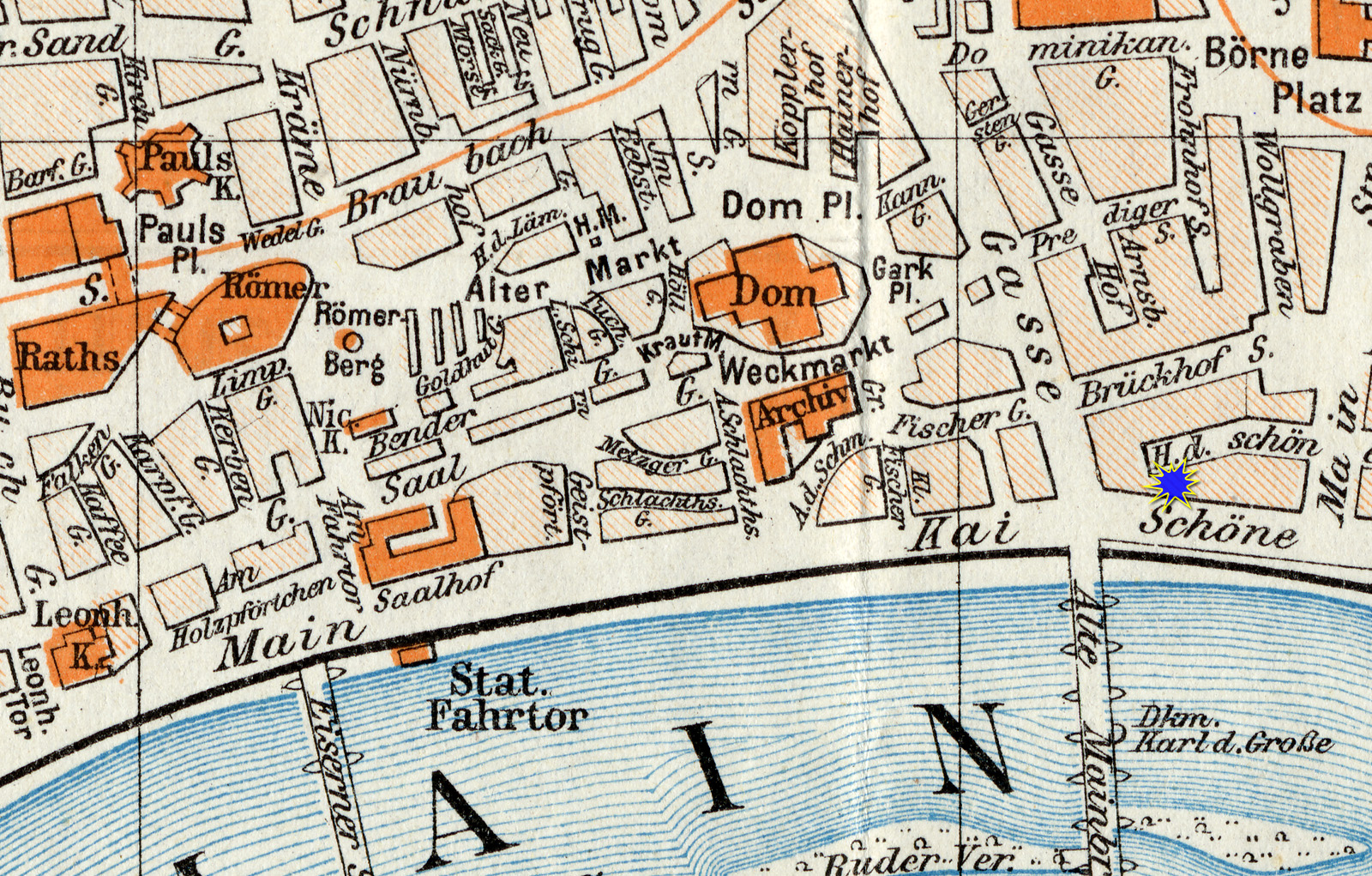
Plaats van het gebouw (blauwe markering rechts) in de Frankfurter Innenstadt

Het Schopenhauerhaus met het adres Schöne Aussicht 16 te Frankfurt am Main was een classicistisch woonhuis aan de oever van de Main in het Fischerfeldviertel van de huidige Innenstadt van Frankfurt am Main. Ten noorden van het huis lag een over een binnenplaats toegankelijk achterhuis met als adres Hinter der Schönen Aussicht 21. 
Het gebouw werd in 1805 ontworpen door de stadsarchitect Johann George Christian Hess voor de Joodse bankier Wolf Zacharias Wertheimber en wordt beschouwd als het belangrijkste werk van het burgerlijke classicisme in Frankfurt. Naast zijn architectonische en kunsthistorische belang, diende het in de 19e en in de eerste helft van de 20e eeuw als de woonplaats van belangrijke stedelijke en nationale persoonlijkheden. De naam van het gebouw komt van de filosoof Arthur Schopenhauer, die er vanaf 1843 tot aan zijn dood (1860) in leefde. In 1859 verhuisde hij wel naar een ander deel van het huis.
In de Tweede Wereldoorlog brandde het Schopenhauerhaus na het bombardement van 22 maart 1944 volledig uit, nadat het bij eerdere zware bombardementen slechts geringe schade had opgelopen. Op het perceel werd na de oorlog in de stijl van de jaren 50 een bedrijfspand gebouwd, dat door de aanleg van de Kurt-Schumacher-Straße een hoekhuis is geworden. Aan het voormalige Schopenhauerhaus herinnert niets meer.